# Eucithara brocha
Eucithara brocha é uma espécie de gastrópode do gênero Eucithara, pertencente à família Mangeliidae.